# Rosenborg Ballklub 1982
Questa voce raccoglie le informazioni riguardanti il Rosenborg Ballklub nelle competizioni ufficiali della stagione 1982.

## Rosa
| N. |                     | Ruolo | Calciatore           |
| -- | ------------------- | ----- | -------------------- |
|    | Norvegia (bandiera) | P     | Ola By Rise          |
|    | Norvegia (bandiera) | D     | Knut Torbjørn Eggen  |
|    | Norvegia (bandiera) | D     | Geir Jenshus         |
|    | Norvegia (bandiera) | D     | Ole Magnus Hagen     |
|    | Norvegia (bandiera) | D     | Øivind Husby         |
|    | Norvegia (bandiera) | D     | Jørn Ødegaard        |
|    | Norvegia (bandiera) | D     | Ivar Sommervold      |
|    | Norvegia (bandiera) | D     | Øystein Wormdal      |
|    | Norvegia (bandiera) | C     | John Kristian Angvik |

| N. |                     | Ruolo | Calciatore        |
| -- | ------------------- | ----- | ----------------- |
|    | Norvegia (bandiera) | C     | Sverre Brandhaug  |
|    | Norvegia (bandiera) | C     | Jan Hansen        |
|    | Norvegia (bandiera) | C     | Steinar Nilssen   |
|    | Norvegia (bandiera) | A     | Magnar Florholmen |
|    | Norvegia (bandiera) | A     | Odd Iversen       |
|    | Norvegia (bandiera) | A     | Jørgen Sørlie     |
|    | Norvegia (bandiera) | A     | Arve Svorkmo      |
|    | Norvegia (bandiera) | ?     | Geir Hjelmeland   |

## Risultati

### Campionato

#### Girone di andata
| Bryne 25 aprile 1982 | Bryne | 1 – 0 | Rosenborg | Bryne Stadion |

| Trondheim 2 maggio 1982 | Rosenborg | 2 – 2 | Fredrikstad | Lerkendal Stadion |

| Moss 9 maggio 1982 | Moss | 2 – 2 | Rosenborg | Melløs Stadion |

| Trondheim 16 maggio 1982 | Rosenborg | 1 – 1 | Start | Lerkendal Stadion |

| Sogndal 20 maggio 1982 | Sogndal | 3 – 3 | Rosenborg | Fosshaugane |

| Trondheim 24 maggio 1982 | Rosenborg | 3 – 1 | Mjøndalen | Lerkendal Stadion |

| Molde 31 maggio 1982 | Molde | 1 – 1 | Rosenborg | Molde Stadion |

| Trondheim 7 giugno 1982 | Rosenborg | 0 – 2 | Lillestrøm | Lerkendal Stadion |

| Oslo 13 giugno 1982 | Vålerengen | 5 – 1 | Rosenborg | Bislett Stadion |

| Hamar 27 giugno 1982 | HamKam | 0 – 4 | Rosenborg | Briskeby Gressbane |

| Trondheim 30 giugno 1982 | Rosenborg | 1 – 1 | Viking | Lerkendal Stadion |

#### Girone di ritorno
| Trondheim 2 agosto 1982 | Rosenborg | 2 – 1 | Bryne | Lerkendal Stadion |

| Fredrikstad 8 agosto 1982 | Fredrikstad | 1 – 1 | Rosenborg | Fredrikstad Stadion |

| Trondheim 15 agosto 1982 | Rosenborg | 2 – 1 | Moss | Lerkendal Stadion |

| Kristiansand 18 agosto 1982 | Start | 1 – 1 | Rosenborg | Kristiansand Stadion |

| Trondheim 22 agosto 1982 | Rosenborg | 2 – 1 | Sogndal | Lerkendal Stadion |

| Nedre Eiker 29 agosto 1982 | Mjøndalen | 1 – 0 | Rosenborg | Nedre Eiker Stadion |

| Trondheim 5 settembre 1982 | Rosenborg | 0 – 1 | Molde | Lerkendal Stadion |

| Lillestrøm 12 settembre 1982 | Lillestrøm | 1 – 0 | Rosenborg | Åråsen Stadion |

| Trondheim 26 settembre 1982 | Rosenborg | 1 – 0 | Vålerengen | Lerkendal Stadion |

| Trondheim 3 ottobre 1982 | Rosenborg | 3 – 0 | HamKam | Lerkendal Stadion |

| Stavanger 10 ottobre 1982 | Viking | 2 – 2 | Rosenborg | Stavanger Stadion |

### Coppa di Norvegia
|  | Leksvik | 0 – 3 | Rosenborg |  |

|  | Rosenborg | 1 – 0 (d.t.s.) | Nessegutten |  |

|  | Skarbøvik | 1 – 0 | Rosenborg |  |